# Tadeusz Chmielewski (inżynier)
Tadeusz Chmielewski (ur. 1 lutego 1941 w Siestrzankach) – polski inżynier budownictwa, specjalizujący się w konstrukcjach budowlanych i mechanice budowli; nauczyciel akademicki związany z politechnikami w Gdańsku, Opolu oraz Warszawie.

## Życiorys
Urodził się w 1941 roku w Siestrzankach, w województwie podlaskim. Dzieciństwo i młodość spędził w Gdańsku, gdzie ukończył kolejno szkołę podstawową w 1955 roku i technikum budowlane w 1959. Następnie podjął studia na kierunku budownictwo w Politechnice Gdańskiej, które ukończył w 1964 roku, uzyskując dyplomy magistra inżyniera. Bezpośrednio po ukończeniu studiów został zatrudniony jako asystent, a potem adiunkt na Wydziale Budownictwa macierzystej uczelni. Niedługo potem podjął tam także studia doktoranckie, uzyskując w 1972 roku stopień naukowy doktora nauk technicznych na podstawie pracy pt. Drgania losowe układu belka mostowa-pojazd wywołane nierównościami jezdni.
W 1973 roku przeprowadził się do Opola, zostając adiunktem na Wydziale Budownictwa Wyższej Szkoły Inżynieryjnej (od 1996 roku pod nazwą Politechnika Opolska). W 1978 roku na po Rada Wydziału Budownictwa Politechniki Gdańskiej nadała mu stopień naukowy doktora habilitowanego na podstawie rozprawy pt. Z zagadnień dynamiki budowli wieżowych przy losowym obciążeniu wiatrem. W tym samym roku objął stanowisko docent w opolskiej uczelni technicznej. W 1989 roku otrzymał tytuł profesora nauk technicznych oraz stanowisko profesora nadzwyczajnego, a niedługo potem w 1994 roku profesora zwyczajnego.
W czasie swojej kariery naukowej przebywał na stażach i stypendiach naukowych w Berlinie Zachodnim, Danii, Republice Federalnej Niemiec, Stanach Zjednoczonych oraz Japonii. Jest członkiem wielu prestiżowych instytucji, korporacji i organizacjach naukowych, takich jak: Sekcja Mechaniki Konstrukcji Komitetu Inżynierii Lądowej i Wodnej PAN, Sekcja Metod Komputerowych w Mechanice Komitetu Mechaniki PAN, Sekcja Metod Stochastycznych w Mechanice Komitetu Mechaniki PAN, Polskie Towarzystwo Mechaniki Teoretycznej i Stosowanej, a także Polski Związek Inżynierów i Techników Budownictwa.
Na Politechnice Opolskiej pełnił szereg istotnych funkcji organizacyjnych. Od 1981 do 1984 roku piastował stanowisko prorektora do spraw nauki, a w latach 1987-1993 i 1999-2005 dziekana Wydziału Budownictwa. Od 2005 do 2008 roku był prodziekanem Wydziału Budownictwa PO do spraw nauki. Poza tym kierował przez wiele lat do 2009 roku Katedrą Konstrukcji Budowlanych i Inżynierskich PO. Następnie został zatrudniony jako profesor nadzwyczajny w Katedrze Ochrony i Kształtowania Środowiska Wydziału Instalacji Budowlanych, Hydrotechniki i Inżynierii Środowiska Politechniki Warszawskiej.

## Dorobek naukowy
Tadeusz Chmielewski jest znanym w kraju specjalistą z zakresu mechaniki konstrukcji, a w szczególności dynamiki budowli. Poprzez swoją działalność międzynarodową (publikacje, konferencje, praca, wykłady) jest dobrze znany za granicą. Hasłami kluczowymi jego głównych kierunków badawczych są następujące zagadnienia: mechanika konstrukcji, konstrukcje budowlane, dynamika budowli, rachunek prawdopodobieństwa i pola losowe, drgania losowe, niezawodność konstrukcji. 
Do jego głównych publikacji należą:
- Drgania losowe układu belka mostowa-pojazd wywołane nierównościami jezdni, Gdańsk 1971.
- Z zagadnień dynamiki budowli wieżowych przy losowym obciążeniu wiatrem, Opole 1977.
- Metody probabilistyczne w dynamice konstrukcji, Opole 1982.
- Structural Static Analysis, Opole 1987.
- Podstawy dynamiki budowli, Warszawa 1998, współautor: Zbigniew Zembaty.